# Amazon EC2

EC2 Instances

Amazon Elastic Compute Cloud (EC2) é uma parte central da plataforma de cloud computing da Amazon.com, Amazon Web Services (AWS). O EC2 permite que os usuários aluguem computadores virtuais nos quais rodam suas próprias aplicações. O EC2 permite a implantação de aplicações escaláveis ao prover um Web service através do qual um usuário pode iniciar uma Amazon Machine Image para criar uma máquina virtual, que a Amazon chama uma "instância", contendo qualquer software desejado. Um usuário pode criar, lançar e terminar instâncias do servidor, conforme necessário, pagando por hora pelos servidores ativos, daí o termo "elástico". O EC2 oferece aos usuários o controle sobre a localização geográfica da instâncias o que permite a otimização de latência e altos níveis de redundância.
Em Novembro de 2010, Amazon fez a transição do seu próprio site de varejo para o EC2 e AWS.

## História
A Amazon anunciou um beta público limitado do EC2 em 25 de Agosto de 2006. O acesso ao EC2 é concedido no esquema "o primeiro a chegar é o primeiro a ser servido".
A Amazon adiciona dois novos tipos de instâncias (Large e Extra-Large) em 16 de Outubro de 2007. Em 29 de Maio de 2008, mais dois tipos são adicionados: High-CPU Medium e High-CPU Extra Large. Há atualmente doze tipos de instâncias disponíveis.
A Amazon adicionou três novos recursos em 27 de Março de 2008. Esses recursos incluem endereço de IP estático, Availability Zones, e Kerneis selecionados pelo usuário.
A Amazon adicionou o Elastic Block Store (EBS) em 20 de Agosto de 2008. Ele provê armazenamento persistente, uma recurso que faltava desde que o serviço foi apresentado.